# Bản Công
Bản Công là một xã thuộc huyện Trạm Tấu, tỉnh Yên Bái, Việt Nam.

## Địa lý
Xã Bản Công nằm ở phía tây huyện Trạm Tấu, có vị trí địa lý:
- Phía đông giáp thị trấn Trạm Tấu và các xã Hát Lừu, Bản Mù
- Phía tây và nam giáp tỉnh Sơn La
- Phía bắc giáp xã Xà Hồ.

Xã Bản Công có diện tích 94,49 km², dân số năm 2019 là 2.767 người, mật độ dân số đạt 29 người/km².

## Hành chính
Xã Bản Công được chia thành 5 thôn: Bản Công, Khấu Chu, Sán Chá, Tà Chử, Tà Xùa.